# Luís II da Germânia
Luís II da Itália chamado ainda o Jovem (825 – 875) foi o Imperador dos Romanos de 855 até sua morte em 875. Primogênito do imperador Lotário I, tornou-se Rei da Itália em 839, e passou a residir ali, sendo coroado rei em Roma pelo papa Sérgio II em 15 de junho de 854.
Bisneto de Carlos Magno. Foi o primogênito de Lotário I, imperador. Não se sabe bem se nasceu em 822 ou 825. Foi associado pelo pai ao reino da Itália desde 844. Seus títulos foram: Rei da Itália em 844, Imperador do Ocidente de 855-875. Enviado pelo pai a Roma no mesmo ano para fazer lá respeitar a autoridade imperial, foi coroado pelo Papa Sérgio II e imediatamente a seguir passou a defender seu reino contra as invasões sarracenas.

## Casamento
Em 851 ou 855 teria casado com a lombarda Engelberga de Espoleto (morta entre 882 e 890), filha do duque de Espoleto, Guido III de Espoleto e de Adelaide de Itália.

## Coimperador
Foi coroado em 50 imperador conjunto em Roma pelo papa Leão IV. Pouco depois de casar-se passou a governar a Itália de modo independente.
As guerras civis dos filhos de Luís o Débonnaire haviam aberto todas as regiões do Império aos bárbaros. Os Sarracenos, introduzidos no Ducado de Benevento por dois príncipes rivais, faziam ali progressos e avançavam. Venceram as tropas de Luís em 845, perto de Gaeta. Luis em 848 saiu vitorioso contra eles, perto de Benevento, e ao mesmo tempo restabeleceu a paz no grande ducado, dividindo-o entre os competidores. Marchou para o sul da Itália e obrigou os duques e príncipes de Benevento, rivais, Radelchis I de Benevento e Siconulfo, a fazerem paz. Com sua mediação o ducado da Lombardia ficou dividido, uma parte, com Benevento como capital, coube a Radelchis e Salerno como principado independente sendo dado a Siconulfo. Radelchis, pacificado, já não necessitava mais de seus mercenários sarracenos e os traiu, entregando-os ao Imperador, que os fez massacrar.
Luís conseguiu então reunir acusações contra o papa Leão, reuniu uma Dieta em Pavia. Confirmou a regência usurpadora de Pedro de Salerno como príncipe de Salerno em dezembro de 853, deslocando a dinastia que ele próprio instalara no trono três anos antes.

## Imperador sozinho

Território de Luís II o Germânio em 855

Território de Luís II o Germânio em 863

Morto seu pai, em 29 de setembro de 855, tornou-se imperador por direito. A divisão dos territórios de Lotário, pela qual Luís não conseguiu terras fora da Itália, provocou seu descontentamento. Só teve por herança a Itália. Em 857, aliou-se a Luís o Germânico contra seu próprio irmão Lotário, rei da Lotaríngia, e o rei Carlos o Calvo. Mas depois que Luís assegurou a eleição do papa Nicolau I em 858, reconciliou-se com o irmão e recebeu algumas terras ao sul do Jura; em troca prometeu ajudar Lotário em seus esforços para obter um divórcio de sua esposa Teutberga. Como Carlos morreu sem filhos em 863, obteve a região entre as montanhas do Jura e os Alpes. Carlos não tinha herdeiros, de modo que a Provença, sua herança, foi dividida com o rei da Lorena, seu outro irmão.
As disputas de Luís II com seus irmãos, porém, deram aos sarracenos tempo para se fortificarem no ducado de Benevento e ameaçar toda a Itália. Em 866, por um Edito, Luís mandou reunir as forças de seu reino para os repelir.

## Rei da Provença
Em 864 Luís entrou em rota de colisão com o Papa Nicolau I a respeito do divórcio do irmão. O arcebispo que o para depôs por ter proclamado o casamento inválido obteve o apoio do imperador, que chegou a Roma em fevereiro de 864 comandando seu exército. mas, tendo adoecido com altas febres, reconciliou-se com o papa e abandonou a cidade.
Em seus esforços para restaurar certa ordem na Itália, Luís teve sucesso bastante contra os turbulentos príncipes italianos e contra os sarracenos, que devastavam o sul da Itália. Em 866 derrotou os invasores, mas não pode persegui-los pois não tinha frota. Em 869 fez por isso uma aliança com o imperador bizantino Basílio I, que lhe enviou ajuda para a captura de Bari, principal cidade dominada pelos sarracenos, que caiu em 871.

## No sul da Itália
Em junho de 866, Luís penetrou pela Campânia com sua mulher e fez reconhecer sua autoridade pelos três príncipes de Benevento, Salerno e Cápua, que defendiam sua independência. Em 867, foi atacar os sarracenos na Apúlia e sofreu grande derrota diante de Bari. Sem renunciar a sua intenção de expulsar os inimigos da província, em 868 tomou deles Matera, Venosa, Canosa.
Seu irmão Lotário II morreu em 869. Retido no sul da Itália, Luís não conseguiu evitar a partilha da Lotaríngia (uma verdadeira usurpação) por seus tios Luís o Germânico, rei da Frância oriental, e Carlos o Calvo, rei da Frância ocidental.
Em 870, venceu diversas vezes bancos de sarracenos que devastavam a Calábria. Em 871 obrigou os infiéis que ocupavam a cidade de Bari a capitular. Houve muito ciúme entre Luís e Basílio, após a queda de Bari. Em resposta a insultos dos basileu, que o ajudaram, Luís tentou justificar seu direito ao título de Imperador dos Romanos.
Tais êxitos militares só foram obtidos porque passara cinco anos no ducado de Benevento com um exército bárbaro, indisciplinado. As violências dos soldados, a autoridade arbitrária do Imperador, o orgulho e a avareza de sua mulher Angelberga tinham-se tornado insuportáveis ao povo e aos príncipes. Finalmente, Adalgiso (que em outras línguas se diz Adelco), príncipe de Benevento, teve a enorme audácia de prender em seu palácio o imperador Luís II em 23 de agosto de 871. Todo o império se ergueu, horrorizado, com tal notícia. Adalgiso, temendo ser atacado por todos os príncipes carolíngios, libertou o imperador depois de o obrigar a jurar que não buscaria vingança da afronta nem entraria em Benevento à testa de tropas. Parece que somente o desembarque de novos bandos de sarracenos obrigou Adalgiso a soltar o prisioneiro um mês mais tarde, e Luís foi obrigado a jurar que jamais tomaria vingança pelo insulto. Retornando a Roma, porém, foi rapidamente liberado de seu juramento, sendo coroado uma segunda vez como imperador pelo papa Adriano II em 18 de maio de 872.
Mandou logo contra Adalgiso um exército comandado, dizem, por sua esposa Angelberga, mas sem êxito. Luís obteve vitórias sucessivas contra os sarracenos, expulsos de Cápua, mas suas tentativas de castigar Adalgiso não tiveram sucesso em 73. O papa João VIII como mediador obteve a paz entre os dois.
Retornando à Lombardia, no norte da Itália, morreu. Não se sabe bem em que aldeia ou cidade, mas foi na província de Bréscia, em 12 de agosto de 875, sendo sepultado na igreja de Santo Ambrósio em Milão. Tinha fundado, às margens do rio Pescara, o convento de Casáuria, ao qual fez grandes doações. Foi sucedido pelo tio, Carlos o Calvo, pois apesar de ter tido quatro filhos, vivia apenas uma filha Ermengarda (nascida entre 852 e 855 e morta em 22 de junho de 896) casada em março de 876 com Bosão da Provença (842-887), fundador do reino de Arles, Provença ou Baixa Borgonha, sendo pais do imperador Luís III.
Havia nomeado sucessor na Itália seu primo Carlomano, filho de Luís o Germânico.

## Relações familiares
Foi filho de Lotário I da Lotaríngia (795 — Prüm, 29 de setembro de 855) e de Ermengarda de Orleães e Tours (800 - 20 de março de 851) filha de Hugo III de Tours (765 - 20 de outubro de 837 e de Eva de Auxerre. Casou-se numa data incerta, estimada em 851 ou 855 com uma nobre de origem lombarda Engelburge, Angelberge ou Engelberga de Espoleto (morta entre 882 e 890), filha do duque de Espoleto, Guido III de Espoleto (? - 12 de dezembro de 894) e de Adelaide de Itália, de quem teve:
1. Ermengarda da Provença casada com (852 - 22 de junho de 896) casada com Bosão da Provença (844 - 11 de janeiro de 887) um nobre franco com origem na família Bosónidas, que estava profundamente relacionada com a dinastia carolíngia.[nota 2]
2. Gisla da Alemanha (c. 852 ou 855, antes de 28 de abril]de 868), abadessa na Abadia de San Salvatore de Brescia.